# Liste der Kulturdenkmale in Trossin
In der Liste der Kulturdenkmale in Trossin sind die Kulturdenkmale der sächsischen Gemeinde Trossin verzeichnet, die bis Oktober 2020 vom Landesamt für Denkmalpflege Sachsen erfasst wurden (ohne archäologische Kulturdenkmale). Die Anmerkungen sind zu beachten.
Diese Aufzählung ist eine Teilmenge der Liste der Kulturdenkmale im Landkreis Nordsachsen.

## Trossin
| Bild                                    | Bezeichnung | Lage                                    | Datierung | Beschreibung | ID       |
| --------------------------------------- | --- | --------------------------------------- | --- | --- | -------- |
| Direkt Bild zu diesem Denkmal hochladen | Mühlengebäude mit angebautem Wohnteil einschließlich der vorhandenen mühlen- und wassertechnischen Anlage, Turbinenhaus und Brücke über den Mühlgraben sowie Mühlsteine (Furthmühle, Teichmühle)                                                             | Dahlenberger Straße (Meltitz 4) (Karte) | 1796 (auf den Ruinen der 1755 abgebrannten Mühle erbaut); 1. Hälfte 20. Jahrhundert (Mühlentechnik); 1930 (Walzenstuhl)                                   | Im Wesentlichen original erhaltene und bedeutende Mühlenanlage, baugeschichtlich, ortsgeschichtlich und technikgeschichtlich von Bedeutung. 1492 erstmals erwähnt, bis um 1576 Lehen des Rittergutes Trossin im bäuerlichen Indivisualbesitz und kommt durch Kauf zur Eigenwirtschaft des Rittergutes. Nach 1945 betreibt das volkseigene Gut die Mühle bis zur Stilllegung um 1972. Zweigeschossiges, lang gestrecktes Wohnmühlengebäude, massiv (zum Teil noch Lehmwände), verputzt, ein Bereich als Silo ausgebaut, durchgehendes Fenstergesims, Rechteckfenster mit Faschen, Eingangstür mit Oberlicht, Wohnteil später angebaut und eingerückt, profilierte Traufe, Mansardwalmdach, Mühlgraben an der hinteren Längsseite noch betriebsfähig, Turbine noch vorhanden, liegender Dachstuhl. Technik: liegendes Getriebe (Haupttransmission von 1928), Fahrstuhl, Elevator, Schrotgang mit automatischem Einlauf, Walzenstühle von 1930, Schrankfilter, Zentrifugalsichter (Firma Jehmlich, Nossen), Grießputzmaschine, Aspirateur (Firma Kählitz und Lübke, Leipzig-Eutritzsch). Brücke über den Mühlgraben, ständerartiger Einlauf am Teich mit alten Mühlsteinen, Turbinenhaus an der Gebäuderückseite. | 09286922 |
|                                         | Kirche mit Ausstattung, Kirchhof, Denkmal für die Gefallenen des Ersten Weltkrieges, Erbbegräbnis Küstner, ein Grabmal und Kirchhofseinfriedung | Dahlenberger Straße (Karte)             | Bezeichnet mit 1776 (Kirche); 1408 (Kirchenausstattung); 1776 (Kanzelaltar); bezeichnet mit 1894 (Bleiglasfenster); bezeichnet mit 1907 (Bleiglasfenster) | Saalkirche, Putzbau mit 3/8-Schluss und Westturm, baugeschichtlich, künstlerisch und ortsgeschichtlich von Bedeutung | 09286275 |
| Direkt Bild zu diesem Denkmal hochladen | Pfarrhaus, Pfarrgarten und Einfriedung eines Pfarrhofes | Dahlenberger Straße 7 (Karte)           | Im Kern von 1783 (Pfarrhaus); 1. Hälfte 19. Jahrhundert (Pfarrhaus)                                                                                       | Pfarrhaus spätbarocker Putzbau mit Krüppelwalmdach, baugeschichtlich und ortsgeschichtlich von Bedeutung. - Pfarrhaus: zweigeschossig, massiv, verputzt, Krüppelwalmdach, Falzziegel, Sandsteingewände (Tür und Sohlbänke), innen originale Türen und originales Treppenhaus, unterkellert (Tonne), Fachwerk-Giebel mit Ziegelstein-Ausfachung (verputzt), originale Eingangstür mit Oberlicht, Putzgliederung (Faschen, Gesimsband, Ecklisenen, profilierte Traufe) - straßenseitig verputzte Einfriedungsmauer, große Gartenfläche - Stall: eingeschossig, massiv, verputzt, hohes Krüppelwalmdach (Betondachziegel), Holztore, Rechteckfenster, zum Teil alte Fenster, profilierte Traufe; Abbruch 2013 festgestellt | 09286278 |
| Direkt Bild zu diesem Denkmal hochladen | Ehemalige Schule | Dahlenberger Straße 9 (Karte)           | 1939 | Heute Gemeindeamt, zeittypischer, aus zwei Gebäudeteilen bestehender Putzbau mit Satteldach und Dachreiter, baugeschichtlich und ortsgeschichtlich von Bedeutung. Traufseitig zur Straße gelegener eingeschossiger Bau mit quergerichtetem zweigeschossigen Anbau, massiv, Rechteckfenster, zum Teil mit Fensterläden, am eingeschossigen Gebäude Schleppgaupen und Giebelreiter (quadratischer Glockenturm mit Zeltdach), insgesamt Klinkersockel, Fledermausgaupen straßenseitig, hofseitig Schleppgaupen, innen originales Treppenhaus erhalten im Stil der 1930er Jahre. | 09285945 |
| Direkt Bild zu diesem Denkmal hochladen | Nordwestliches Wohnhaus, nördliches und südliches Seitengebäude sowie östliche Scheune eines ehemaligen Vierseithofes, dazu Hofpflaster | Dahlenberger Straße 21 (Karte)          | Bezeichnet mit 1914 | Wohnhaus Klinkerbau mit übergiebeltem Mittelrisalit, alle anderen Hofgebäude ebenfalls in straßenbildprägender Klinkerbauweise, baugeschichtlich und wirtschaftsgeschichtlich von Bedeutung. - Wohnhaus: zweigeschossiger, roter Klinkerbau mit gelber Klinkergliederung (Faschen, Ecklisenen, Gesims), zweiachsiger Mittelrisalit mit geschweiftem Kleeblattgiebel, seitlich Kugelbekrönung, im Giebel Rundbogenfenster, sonst Rechteckfenster, Satteldach, gelbe Biberschwanzdeckung - Erster Stall: im Winkel zum Wohnhaus angebaut, zweigeschossiger, roter Klinkerbau, Segmentbogenfenster, Holztore, Segmentbogen-Eingänge, Satteldach (Betonziegel) - Scheune: eingeschossiger, roter Klinkerbau, zwei Segmentbogentore, Segmentbogenfenster, Satteldach - Zweiter Stall: zweigeschossiger, roter Klinkerbau, Zeltdach, Segmentbogenfenster, Holztore, Zahnschnitt-Gesims aus Klinker, Hofpflaster | 09286276 |
| Weitere Bilder                          | Braumeisterhaus | Dommitzscher Allee 2 (Karte)            | Bezeichnet mit 1700 | Eingeschossiger Putzbau mit übergiebeltem Mittelrisalit, baugeschichtlich und ortsgeschichtlich von Bedeutung. Massiv, steiles Krüppelwalmdach, Biberschwanzdeckung (neu), mittig Zwerchhaus mit Satteldach, Rechteckfenster, über Eingangstür Kartusche von 1932 mit Inschrift „1700 Braumeisterhaus 1932“, hofseitig eingeschossiger Anbau, Gebäude saniert. | 09286274 |
| Weitere Bilder                          | Drescherhaus | Dommitzscher Allee 3 (Karte)            | Bezeichnet mit 1700 | Heute Wohnhaus, eingeschossiger Putzbau mit Mansardwalmdach, baugeschichtlich und ortsgeschichtlich von Bedeutung. Biberschwanzdeckung (gelb), hölzerne, profilierte Traufe, Rechteckfenster, Fensterläden, Segmentbogen-Gaupen, hofseitig eingeschossiger Anbau, giebelseitig Kartusche mit Inschrift „1700 Drescherhaus umgebaut 1938“, Gebäude saniert. | 09286273 |
| Direkt Bild zu diesem Denkmal hochladen | Wohnhaus | Falkenberger Straße 3 (Karte)           | Bezeichnet mit 1858 | Markanter eingeschossiger Bau mit erhöhtem Mittelteil und Krüppelwalmdach, innen bemerkenswerte konstruktive Elemente, u. a. Fachwerk, Balkendecke, Kriecher-Decker-Technik und Lehmgefachen (zum Teil genutet), von Belang für die Hausforschung, abgesehen davon eines der am besten erhaltenen Wohngebäude aus der Mitte des 19. Jahrhunderts im Altkreis Torgau, baugeschichtlich und wissenschaftsgeschichtlich von Bedeutung | 09299654 |
| Direkt Bild zu diesem Denkmal hochladen | Mühlengebäude mit angebautem Wohnteil einschließlich der vorhandenen mühlen- und wassertechnischen Anlage, Turbinenhaus und Brücke über den Mühlgraben sowie Mühlsteine (Furthmühle, Teichmühle)                                                             | Meltitz 4 (Dahlenberger Straße) (Karte) | 1796 (auf den Ruinen der 1755 abgebrannten Mühle erbaut); 1. Hälfte 20. Jahrhundert (Mühlentechnik); 1930 (Walzenstuhl)                                   | Im Wesentlichen original erhaltene und bedeutende Mühlenanlage, baugeschichtlich, ortsgeschichtlich und technikgeschichtlich von Bedeutung. 1492 erstmals erwähnt, bis um 1576 Lehen des Rittergutes Trossin im bäuerlichen Indivisualbesitz und kommt durch Kauf zur Eigenwirtschaft des Rittergutes. Nach 1945 betreibt das volkseigene Gut die Mühle bis zur Stilllegung um 1972. Zweigeschossiges, lang gestrecktes Wohnmühlengebäude, massiv (zum Teil noch Lehmwände), verputzt, ein Bereich als Silo ausgebaut, durchgehendes Fenstergesims, Rechteckfenster mit Faschen, Eingangstür mit Oberlicht, Wohnteil später angebaut und eingerückt, profilierte Traufe, Mansardwalmdach, Mühlgraben an der hinteren Längsseite noch betriebsfähig, Turbine noch vorhanden, liegender Dachstuhl. Technik: liegendes Getriebe (Haupttransmission von 1928), Fahrstuhl, Elevator, Schrotgang mit automatischem Einlauf, Walzenstühle von 1930, Schrankfilter, Zentrifugalsichter (Firma Jehmlich, Nossen), Grießputzmaschine, Aspirateur (Firma Kählitz und Lübke, Leipzig-Eutritzsch). Brücke über den Mühlgraben, ständerartiger Einlauf am Teich mit alten Mühlsteinen, Turbinenhaus an der Gebäuderückseite. | 09286922 |
| Direkt Bild zu diesem Denkmal hochladen | Östliches Wohnstallhaus, nördliches und südliches Seitengebäude sowie westliche Scheune einer ehemaligen Schäferei | Roitzscher Straße 3 (Karte)             | Anfang 19. Jahrhundert (Schäferei); bezeichnet mit 1905 (Gutsscheune); bezeichnet mit 1906 (Stall, im Kern älter)                                         | Gehörte zum Rittergut, in Form eines Vierseithofes angelegt, wirtschaftsgeschichtliches und als Schäferei ortsgeschichtliches Zeugnis von beeindruckender Größe und Geschlossenheit. - Wohnstallhaus: eingeschossig, ursprünglich aus Lehm, jetzt Betonsteine, verputzt, Kellergewölbe, alte Fenster, Winterfenster, Krüppelwalmdach, Betonziegel, traufseitig Eingangshäuschen, giebelseitige Anbauten - rechter Schafstall: eingeschossig, Erdgeschoss im unteren Teil aus Feldsteinen, unverputzt, darüber Ziegelsteine, Segmentbogenfenster, innen dreischiffig, Holzstützen auf Ziegelsteinsockel (verputzt), Holzbalkendecke, hofseitig Spitzbogenfenster, Sohlbänke, alte Fenster, Ziegelstein-Drempel, im Giebel drei Rundfenster, hofseitig Mittelrisalit mit Zwerchgiebel und Ladeluke, Satteldach, Krempziegel (Beton) - linker Schafstall: eingeschossig, Ziegelstein, Drempelgeschoss, unverputzt, spitzbogige Tore (Holz), Mittelrisalit mit Segmentbogentor und Ladeluke, Lisenengliederung, handgestrichene Dachziegel vermauert, alte Fenster, Satteldach, Biberschwanzdeckung, innen flache Betondecke - Durchfahrtsscheune: eingeschossig, Ziegelstein, zwei große Holztore (rundbogig und rechteckig), Segmentbogenfenster, Holzfensterläden, flaches Satteldach, Pfettendach, Pappe                                  | 09285944 |
| Weitere Bilder                          | Rittergut und Gutspark Trossin (Sachgesamtheit) | Unter den Linden (Karte)                | Ab 1747 (Rittergut); 1747 (Gutspark); 19. Jahrhundert (Wirtschaftsgebäude)                                                                                | Sachgesamtheit Rittergut und Gutspark Trossin mit folgenden Einzeldenkmalen: nördliches Schloss, südliches Wirtschaftsgebäude (ehemaliger Pferdestall), Taubenhaus im Wirtschaftshof, zwei Toranlagen zum Wirtschaftshof, Gartentreppe nördlich des Schlosses, Einfriedungsmauer mit Torhaus nördlich des kleinen Wirtschaftshofes sowie nördliche und östliche Einfriedungsmauer mit zwei Toranlagen im Osten (siehe 09286277), der tiefer gelegene Schlosspark mit Teich (von 1747), Linden-Alleen im Norden, Westen und Osten sowie Platanenallee entlang der Zufahrt östlich des Gutshofes und Obstgarten im Süden (Gartendenkmale) sowie der große Wirtschaftshof mit östlichem (vermutlich ehemaliges Gutsverwalterhaus mit südlichem Anbau) und westlichem Wirtschaftsgebäude und der kleine Wirtschaftshof mit südöstlichem Wirtschaftsgebäude (ehemaliger Rinderstall), Pumpenhaus und alter Pflasterung als Sachgesamtheitsteile; Schloss Barockbau mit dreiachsigem Mittelrisalit und Eckpavillons mit Walmdach, baugeschichtlich und ortsgeschichtlich und landschaftsgestaltend von Bedeutung | 09304746 |
| Weitere Bilder                          | Nördliches Schloss (Einzeldenkmal zu ID-Nr. 09304746) | Unter den Linden (Karte)                | Bezeichnet mit 1747 (Wetterfahne) | Einzeldenkmal der Sachgesamtheit Rittergut und Gutspark Trossin; Schloss Barockbau mit dreiachsigem Mittelrisalit und Eckpavillons mit Walmdach, baugeschichtlich und ortsgeschichtlich von Bedeutung. Langgestreckter zweigeschossiger Massivbau (ursprünglich eingeschossig), verputzt, schmale Fassade, 29 Fensterachsen, dreiachsige Eckpavillons mit Walmdach, dreiachsiger Mittelrisalit, jeweils um ein Mezzaningeschoss erhöht, hofseitig in jüngerer Zeit zweigeschossig erweitert, Satteldach, Biberschwanzdeckung (Kronendeckung), Rechteckfenster im Erdgeschoss, quadratische Fenster im Obergeschoss, zur Hofseite geschweifter Giebel mit Uhr und polygonaler eingeschossiger Vorbau mit konkaven Ecken, Segmentbogen-Eingang mit Schlussstein, zur Gartenseite Dreiecksgiebel und zweiläufige Freitreppe, drei Rundbogeneingänge (Sandsteingewände) zum Keller, mittlerer Eingang erhöht mit Segmentbogenverdachung, Mitte betont durch kupferne oktogonale Laterne mit Glocken, Kugelaufsatz und Wetterfahne (bezeichnet mit 1747). Giebelseitig angebrachte Relieftafel von Bruno Kubas von 1970/80, Zyklus „Leben und Arbeiten“ aus 11 rechteckigen Feldern mit Motiven der Arbeit und der Familie vor und im Sozialismus sowie Darstellung der Vertreibung des Großgrundbesitzers. Innen großer Saal mit Stuckteilen. | 09286277 |
| Direkt Bild zu diesem Denkmal hochladen | Südliches Wirtschaftsgebäude (ehemaliger Pferdestall), Einzeldenkmal zu ID-Nr. 09304746 | Unter den Linden (Karte)                | 18. Jahrhundert | Einzeldenkmal der Sachgesamtheit Rittergut und Gutspark Trossin; baugeschichtlich und ortsgeschichtlich von Bedeutung. Gegenüber vom Herrenhaus gelegener Stallteil, darüber drei Heuböden, massiv, verputzt, extrem lang gestreckter Bau mit zweigeschossigem Satteldach und Fledermausgaupen, Biberschwanzdeckung, Dachhäuschen mit Ladeluken (verbrettert), hofseitig große rechteckige Holztore, niedrige Anbauten und Schauer aus dem 20. Jahrhundert kein Denkmal, innen preußisches Kappengewölbe und Kreuzgratgewölbe, giebelseitig Rechteckfenster mit Holzgewände und Rundfenster sowie Giebelreiter (Ladeluke), zum Teil profilierte Traufe (massiv). | 09286277 |
| Weitere Bilder                          | Taubenhaus im Wirtschaftshof (Einzeldenkmal zu ID-Nr. 09304746) | Unter den Linden (Karte)                | 18. Jahrhundert | Einzeldenkmal der Sachgesamtheit Rittergut und Gutspark Trossin; baugeschichtlich und ortsgeschichtlich von Bedeutung. Dreigeschossig, auf Gutshof, mit Walmdach und Fledermausgaupen, Biberschwanzdeckung (gelb), Holztore (allseitig), dreigeschossig, Erdgeschoss massiv, erstes und zweites Obergeschoss Fachwerk, zwischen erstem und zweitem Obergeschoss leicht vorkragendes Pultdach, Biberschwanzdeckung. | 09286277 |
| Weitere Bilder                          | Zwei Toranlagen zum Wirtschaftshof, Gartentreppe nördlich des Schlosses, Einfriedungsmauer mit Torhaus nördlich des kleinen Wirtschaftshofes sowie nördliche und östliche Einfriedungsmauer mit zwei Toranlagen im Osten (Einzeldenkmale zu ID-Nr. 09304746) | Unter den Linden (Karte)                | 18. Jahrhundert | Einzeldenkmale der Sachgesamtheit Rittergut und Gutspark Trossin; baugeschichtlich und ortsgeschichtlich von Bedeutung. An der Straße „Unter den Linden“ zwei Torpfeiler, quadratischer Sandstein-Pfeiler mit schrägem Sockel und Kugelaufsatz, seitlich zur Einfriedungsmauer Sandstein-Voluten (abgeschrägt), Einfriedungsmauer verputzt, mit Lisenen gegliedert, Sandsteinabdeckung und Ziegelstein-Mauer mit Eckpfeiler, ebenfalls „Unter den Linden“ Eisentor, sowie zwei weitere quadratische Torpfeiler (massiv, verputzt) mit Kugelaufsatz (Sandstein) und Sandsteinabdeckung. Von der Straße „Unter den Linden“ Platanenallee zum Gutshof führend, parallel dazu Einfriedungsmauer mit quadratischen Torhäuschen beidseits der Mauer vorkragend, auf Bruchstein-Pfeiler und Arkadenbogen gestützt, Zeltdach, hofseitig Treppenaufgang, Rechteckfenster, Mauer durch Ochsenaugenfenster durchbrochen, am Hofeingang weiteres Tor mit Leutepforte (rundbogig) und Sandstein-Abdeckung, seitlich Kugelaufsatz, mittig Holztor. | 09286277 |

## Dahlenberg
| Bild                                    | Bezeichnung | Lage                                                                                  | Datierung | Beschreibung | ID       |
| --------------------------------------- | --- | ------------------------------------------------------------------------------------- | --- | --- | -------- |
| Weitere Bilder                          | Rittergut und Gutspark Leipnitz (Sachgesamtheit) | Am Volksgut 5, 6, 7, 8 (Karte)                                                        | Um 1800 | Sachgesamtheit Rittergut und Gutspark Leipnitz mit folgenden Einzeldenkmalen: Herrenhaus mit Terrasse (Nr. 5), Torhaus mit westlichem Stallanbau über winkligem Grundriss (Nr. 6), Bergkeller (hinter Nr. 6) und Gutsarbeiterwohnhaus (Nr. 7, 8) (siehe 09285934), Gutspark (Gartendenkmal) und westliches Wirtschaftsgebäude als Sachgesamtheitsteil; baugeschichtlich, ortsgeschichtlich und landschaftsgestaltend von Bedeutung. Torhaus als Geburtshaus des Generalfeldmarschalls August von Mackensen von historischer Bedeutung. Westliches Wirtschaftsgebäude lang gestreckter Bau mit Satteldach. | 09304743 |
| Direkt Bild zu diesem Denkmal hochladen | Herrenhaus mit Terrasse (Einzeldenkmal zu ID-Nr. 09304743)                                                                                              | Am Volksgut 5 (Karte)                                                                 | Um 1870, im Kern 18. Jahrhundert | Einzeldenkmal der Sachgesamtheit Rittergut und Gutspark Leipnitz; baugeschichtlich und ortsgeschichtlich von Bedeutung. In der 2. Hälfte des 20. Jahrhunderts als Lehrlingswohnheim umgebaut und umgenutzt. Dreigeschossig, massiv, verputzt, (Obergeschoss später aufgestockt), rechteckiges großes Eingangsportal mit profilierten Sandstein-Gewänden (Rundstab), neun Fensterachsen traufseitig, Rechteckfenster, Satteldach, Biberschwanzdeckung, Gebäude stark überformt und geglättet (Putz 2. Hälfte 20. Jahrhundert), Rechteckfenster mit zum Teil abgefasten Sandstein-Gewänden, profilierte Sandstein-Sohlbänke, innen Korbbogengewände der Fenster, rückseitig Mittelrisalit (zwei Fensterachsen), im Erdgeschoss zwei rundbogige ehemalige Eingangsportale mit Stabprofil (Sandstein), darüber Segmentbogenfenster, Rechteckfenster und im dritten Obergeschoss drei Rundbogenfenster mit Oberlicht, innen im Flur Kreuzgratgewölbe, hofseitig Steinterrasse aus Sandsteinquadern, mittig abgerundet zum Treppenaufgang. | 09285934 |
| Weitere Bilder                          | Torhaus mit westlichem Stallanbau über winkligem Grundriss (Einzeldenkmale zu ID-Nr. 09304743)                                                          | Am Volksgut 6 (Karte)                                                                 | Um 1800 (Torhaus); um 1890 (Stall) | Einzeldenkmale der Sachgesamtheit Rittergut und Gutspark Leipnitz; baugeschichtlich und ortsgeschichtlich von Bedeutung, Torhaus als Geburtshaus des Generalfeldmarschalls August von Mackensen von historischer Bedeutung. - Torhaus: zweigeschossig, massiv, verputzt (ursprünglich mit winkelförmigem Fachwerkanbau mit Walmdach), traufseitig 13 Fensterachsen, Rechteckfenster mit Faschen (erneuert), insgesamt Walmdach, Biberschwanzdeckung (neu), oktogonaler Dachreiter über der Tordurchfahrt mit Zierfachwerk und Zeltdach (Schieferdeckung) und Wetterfahne (2001 rekonstruiert), Tordurchfahrt als Korbbogen, innen Holzbalkendecke - Stall (giebelseitig an das Torhaus anschließend): auf winkelförmigem Grundriss, zweigeschossig, Erdgeschoss Bruchstein, Obergeschoss Ziegelstein, unverputzt, flaches Satteldach (Pappe), geschnitzte Sparrenköpfe, Lisenengliederung und Ecklisenen, Gurtgesims, Zahnschnitt, insgesamt aufwendige einheitliche Gliederung, rundbogige Eingänge mit zum Teil Stufengewände (Ziegelstein), im Erdgeschoss hohe Rundbogenfenster, im Obergeschoss hochrechteckige Fensterluken: innen dreischiffiger Stall, runde Sandstein-Säulen auf quadratischem Sockel, Kreuzgratgewölbe, Seitenschiffe mit Halbsäulen aus Ziegelstein, im winkelförmig anschließenden Flügel (Schweinestall) preußische Kappen, Pfettendach mit profilierten Sparrenköpfen, rückseitig im Erdgeschoss Fenster erneuert (Mitte 20. Jahrhundert, Betonfenster) | 09285934 |
|                                         | Bergkeller (Einzeldenkmal zu ID-Nr. 09304743) | Am Volksgut 6 (hinter) (Karte)                                                        | Um 1900 | Einzeldenkmal der Sachgesamtheit Rittergut und Gutspark Leipnitz; baugeschichtlich und ortsgeschichtlich von Bedeutung. Von zwei Seiten Eingänge in den Bergkeller, ein Eingang mit Sturzbogen aus gelbem Klinker sowie zweiflügeliges Holztor, zweiter Eingang mit geradem Sandsteinsturz und einflügeligem Holztor, Eisenbeschläge, innen mehrere Tonnengewölbe. | 09285934 |
| Weitere Bilder                          | Gutsarbeiterwohnhaus (Einzeldenkmal zu ID-Nr. 09304743)                                                                                                 | Am Volksgut 7, 8 (Karte)                                                              | 2. Hälfte 19. Jahrhundert | Einzeldenkmale der Sachgesamtheit Rittergut und Gutspark Leipnitz; baugeschichtlich und ortsgeschichtlich von Bedeutung. Eingeschossig, Ziegelstein, verputzt, Satteldach (Falzziegel), ehemals Rechteckfenster, jetzt quadratische Fenster (erneuert), hölzernes Traufbrett, zwei Eingänge traufseitig mit Treppenaufgang, im Giebel Fachwerk mit Ziegelstein-Ausfachung. | 09285934 |
| Weitere Bilder                          | Südliches Seitengebäude (mit Oberlaube) eines ehemaligen Mühlenanwesens (Pleckmühle)                                                                    | An der Pleckmühle 4 (Karte)                                                           | Anfang 19. Jahrhundert | Baugeschichtlich und wirtschaftsgeschichtlich von Bedeutung. Erdgeschoss massiv, verputzt, Obergeschoss Fachwerk und Laubengang, hölzerne Arkaden mit Schlussstein, Brettdecken, Krüppelwalmdach, Betonziegel, alter Dachstuhl. Mühle wurde vom angestauten Grenzbach angetrieben, sie war ein Lehen des nahe gelegenen Rittergutes (1534 urkundliche Ersterwähnung). Mühle 1955 stillgelegt. | 09285943 |
| Weitere Bilder                          | Kirche mit Ausstattung, Kirchhof und Denkmal für die Gefallenen des Ersten Weltkrieges                                                                  | Hauptstraße (Karte)                                                                   | 17./18. Jahrhundert, im Kern älter (Kirche); bezeichnet mit 1601 (Grabmal); wohl 1781 (Empore); 1883 (Orgel); nach 1918 (Kriegerdenkmal) | Baugeschichtlich und ortsgeschichtlich von Bedeutung. - einschiffige Saalkirche: verputzter Bruchsteinbau, Satteldach, Biberschwanzdeckung, Korbbogenfenster mit Faschen, quadratischer Westturm, im Glockengeschoss oktogonal, darüber Haube (Schieferdeckung), Laterne (Zinkblech) bezeichnet mit 1781 mit Segmentbogenöffnungen, Kugelaufsatz, Wetterfahne und Kreuz, 3/8-Chorschluss, innen dreiseitige Holzempore, Orgelempore mit durchbrochener Brüstung, Kanzel im 20. Jahrhundert erneuert (Brüstungsfelder: Darstellungen der Evangelisten um 1620), Gedenktafel bezeichnet mit 1620 (Predella mit Abendmahlsdarstellung und Kreuzigung, kniende Stifterfamilie), hölzernes Kruzifix (ungefasst / Anfang 20. Jahrhundert) - Kriegerdenkmal: rechteckiger Sandsteinsockel, an der Vorderseite Inschrifttafel aus schwedischem Granit, Inschrift „Es starben den Heldentod“ und die Namen der Gefallenen und Vermissten, rückseitig „Vergiß mein Volk, die treuen Helden nicht“, darüber nach oben verjüngte Sandsteinstele mit Inschrift (unleserlich), Aufsatz Eisernes Kreuz, rückseitig an der Stele Relief eines Stahlhelms und Stabhandgranaten, seitlich Kanonenkugeln aus Sandstein auf dem abgeschleppten Sockel | 09285932 |
|                                         | Wohnhaus, Mühlengebäude mit Mühlentechnik (Mahlmühle) und Holzschneidemühle mit Sägegatter eines Mühlenanwesens sowie Mühlgraben (Dorfmühle Dahlenberg) | Hauptstraße 9 (irrtümlich als Hauptstraße 40 in der offiziellen Denkmalliste) (Karte) | 1787 (Getreidemühle); Anfang 19. Jahrhundert (Müllerwohnhaus); 1904 (Schneidemühle); bezeichnet mit 1904 (Sägegatter)                    | Ehemalige Wassermühle, baugeschichtlich, ortsgeschichtlich und technikgeschichtlich von Bedeutung. Bereits 1534 als Mühlenstandort erwähnt, ursprünglich dem Rittergut Leipnitz zinspflichtig, 1930 vom Müller Oskar Krämer erworben vom ehemaligen Besitzer Kampfhenkel, bis 1965 schrotete Müller O. Krämer nur noch für die LPG. - linker Seitenflügel (Mahlmühle): drei- und viergeschossig (Obergeschoss nach 1945 aufgestockt), Satteldach, Rechteckfenster mit Faschen - Mittelflügel (Wohnhaus): zweigeschossig mit Walmdach, einseitig abgewalmt, Biberschwanzdeckung, rückseitig Anbau mit Krüppelwalmdach - rechter Seitenflügel mit Sägegatter im Innern (Schneidemühle): zweigeschossig, giebelseitig Obergeschoss Fachwerk (aufgebrettert), flaches Satteldach, traufseitig breites Eisentor an Rollschiene, Sockel aus kräftigen Sandstein-Quadern, Segmentbogenfenster, Faschen - innen noch Mühlentechnik der Firma Wetzig aus Wittenberg vorhanden: zwei Walzenstühle von 1890 und um 1930, Steingang, Haferquetsche von um 1900, Schälmaschine 1930er Jahre, Plansichter um 1947 sowie Sägegatter von 1904 - vor dem Hof straßenseitig schönes Eisentor | 09285936 |
| Direkt Bild zu diesem Denkmal hochladen | Südliche Scheune eines Gasthofes, mit eingebautem Bienenhaus                                                                                            | Hauptstraße 22 (Karte)                                                                | Um 1800 (Scheune); Mitte 19. Jahrhundert (Bienenhaus)                                                                                    | Durchfahrtsscheune, baugeschichtliches und wirtschaftsgeschichtliches Zeugnis der Fachwerk-Lehmbauweise vergangener Zeiten. Eingeschossig, Fachwerk mit Lehmausfachung, ein Giebel Fachwerk mit Ziegelstein-Ausfachung, zweiter Giebel Ziegelstein, Satteldach, Biberschwanzdeckung, Giebeldreieck Ziegelstein (unverputzt), hofseitig großes Holztor, Tordurchfahrt, rückseitig eingebautes Bienenhaus. | 09285937 |

## Falkenberg
| Bild                                    | Bezeichnung                                                                                       | Lage                            | Datierung                                                           | Beschreibung | ID       |
| --------------------------------------- | ------------------------------------------------------------------------------------------------- | ------------------------------- | ------------------------------------------------------------------- | --- | -------- |
| Direkt Bild zu diesem Denkmal hochladen | Kirche mit Ausstattung und Kirchhof                                                               | Kastanienallee (Karte)          | Kern 1. Hälfte 13. Jahrhundert (Kirche); 1669 (Altar); 1874 (Taufe) | Saalkirche, baugeschichtlich und ortsgeschichtlich von Bedeutung. Verputzter Bruchsteinbau aus rechteckigem Saal und halbkreisförmiger Apsis, Westturm mit achteckigem Fachwerkaufsatz mit geschweifter Haube, außerdem steht die gesamte Innenausstattung (einschließlich Vasa Sacra) unter Denkmalschutz, querriegelartiger Westturm auf rechteckigem Grundriss, Rundbogen-Portal mit Oberlicht, oktogonales Glockengeschoss als achteckiger Fachwerkaufsatz (von 1768) mit geschweifter Haube, Biberschwanzdeckung, Kugel und Kreuz, einschiffiger Saal mit Satteldach, Biberschwanzdeckung (gelb), Korbbogenfenster, nordseitig romanische Fenster, im Osten halbrunde Apsis mit Kegeldach, rote Biberschwanzdeckung, innen Holzbalkendecke, Fensterlaibungen und rundbogige Triumphbogen ornamental bemalt, dreiseitige Emporen mit marmorierten Brüstungsfeldern. Konvexe Orgelempore, Altar (von 1669) von Johann George Müller aus Torgau, Kanzel (2. Hälfte 17. Jahrhundert), Taufstein (von 1874), zwei Pfarrerbildnisse (von 1629 und 1674), drei barocke Grabsteine. | 09286287 |
| Direkt Bild zu diesem Denkmal hochladen | Kriegerdenkmal für die Gefallenen des Ersten Weltkrieges                                          | Kastanienallee 13 (vor) (Karte) | Nach 1918                                                           | Von ortsgeschichtlicher Bedeutung, straßenbildprägend. Sandsteinstele auf rechteckigem Grundriss, gestufter Sockel, Inschrifttafel mit den Namen der Gefallenen (beschädigt), darüber vorkragende Abdeckplatte und Sandsteinstele mit Aufsatz (Eisernes Kreuz), an der Rückseite Stahlhelm. | 09286286 |
| Direkt Bild zu diesem Denkmal hochladen | Pfarrhaus und Toreinfahrt                                                                         | Kastanienallee 17 (Karte)       | Mitte 19. Jahrhundert                                               | Obergeschoss Fachwerk verputzt, baugeschichtlich und ortsgeschichtlich von Bedeutung. - Pfarrhaus: zweigeschossig, Erdgeschoss massiv, Bruchsteinsockel, Erdgeschoss Ziegelstein, verputzt, Obergeschoss Fachwerk, verputzt, hinterer Giebel massiv, profilierte Holztraufe, Eingangsvorhäuschen mit Treppenaufgang (Sandsteinstufen), originale Eingangstür, Satteldach, originale Türen, originales Treppenhaus, Rechteckfenster innen mit Sturzbögen, Fenster im Obergeschoss mit Holzgewände, giebelseitig im Erdgeschoss Holzgewände - Einfriedung: drei quadratische Ziegelstein-Torpfeiler mit pyramidalem Aufsatz, Holztor und Leutepforte | 09286284 |
| Direkt Bild zu diesem Denkmal hochladen | Gasthof „Zum fröhlichen Weidmann“ mit Gasthaus und Saalanbau, östliches Seitengebäude und Scheune | Kastanienallee 33 (Karte)       | 19. Jahrhundert                                                     | Geschlossen erhalten gebliebener Gasthof, ortsgeschichtlich und ortsbildprägend von Bedeutung. - Gasthaus: eingeschossig, massiv, verputzt, Krüppelwalmdach mit Schleppgaupen, Rechteckfenster, zum Teil vergrößert in dreiteilige liegende Rechteckfenster, zum Teil alte Fenster, giebelseitig anschließender - Saalanbau:eingeschossig, massiv, verputzt, rote Ziegelsteingliederung, Rundbogenfenster mit Oberlichtsprossen, Satteldach, Biberschwanzdeckung - Stall: eingeschossig, massiv, verputzt, Segmentbogeneingänge und mit Faschen, Satteldach, Biberschwanzdeckung, Ladeluke - winkelförmig anschließender Anbau: eingeschossig, massiv, verputzt, Satteldach, gelbe Biberschwanzdeckung | 09286285 |
| Direkt Bild zu diesem Denkmal hochladen | Müllerwohnhaus                                                                                    | Mühlstraße 6 (Karte)            | Anfang 19. Jahrhundert                                              | Zugehörige Windmühle 1925 abgebrochen, als Lehmbau baugeschichtlich und ortsgeschichtlich von Bedeutung. Eingeschossig, Fenstergewände Ziegelstein, Satteldach, Biberschwanzdeckung und Krempziegel, Giebeldreieck Fachwerk mit Lehmausfachung, Giebelfenster vergrößert (um 1900), Holztraufe, traufseitig sechs Rechteckfenster, Winterfenster, originale Eingangstür mit Oberlicht, innen Lehmsteinwände, Lehmdecken. Dazu gehörige 1730 erbaute und durch die Müllerfamilie Seyfert und Hicke betriebene Windmühle 1925 abgebrochen, bis 1929 erbaute Otto Hicke eine neue Motorenmühle, die bis 1935 durch einen Deutz-Rohölmotor, dann durch einen Elektromotor angetrieben wurde (bis 1978 in Betrieb). | 09285941 |

## Roitzsch
| Bild                                    | Bezeichnung                                                                                                   | Lage                                      | Datierung                                                                                             | Beschreibung | ID       |
| --------------------------------------- | --- | ----------------------------------------- | --- | --- | -------- |
| Direkt Bild zu diesem Denkmal hochladen | Seitengebäude einer ehemaligen Schäferei                                                                      | Akazienallee 2 (Karte)                    | Um 1890                                                                                               | Ehemaliger Kuhstall, baugeschichtlich und ortsgeschichtlich von Bedeutung. Zweigeschossig, Bruchsteinsockel, Erdgeschoss gelbe Klinkersteine mit roter Klinkergliederung (Bänder), Segmentbogenfenster mit Eisensprossen und Segmentbogentor (Holz), im Obergeschoss verputzt, Lisenengliederung (rote Klinker), Segmentbogenfenster mit Fensterläden, im Giebel gestuftes Traufgesims, flaches Satteldach (Pfettendach) mit geschnitzten Sparrenköpfen, innen flache Holzbalkendecke (baufällig). - Wohnstallhaus (Abbruch vor 2013): eingeschossig, massiv (Lehm), verputzt, Rechteckfenster mit Sohlbänken, rückseitig Fensterläden, Holztraufe, steiles Satteldach, einseitig abgewalmt, alte Biberschwanzdeckung, Giebelseite rote Klinker (Segmentbogenfenster mit Holzfensterläden), im Erdgeschoss gelber Klinker, im Stallteil (links) preußische Kappen, Stall rückseitig gelbe Klinkermauer, giebelseitig ein großer Toilettenanbau mit Pultdach, traufseitig Eingangshäuschen mit Pultdach (Biberschwanzdeckung), alte Türen, vorderer Giebel verputzt - im Winkel zum Stall liegende Scheune ist kein Denkmal, daneben ehemaliger Schafstall abgerissen | 09285930 |
| Direkt Bild zu diesem Denkmal hochladen | Wohnstallhaus                                                                                                 | Akazienallee 4 (Karte)                    | Um 1900                                                                                               | Eingeschossiger Putzbau mit aufwändiger Klinkerzier, sozialgeschichtlich und straßenbildprägend von Bedeutung. Massiv, zum Teil verputzt, Bruchsteinsockel, darüber Sandsteinquader, darüber roter Ziegelstein, unverputzt, gelbe Klinkergliederung (Traufgesimsband), hofseitig Zwerchgiebel (leicht hervorkragend mit Segmentbogenfenstern und Satteldach), Satteldach (neue Betonziegeldeckung), ursprüngliche Schieferdeckung entfernt, Stallfenster Segmentbogenfenster mit Eisensprossen (preußisches Kappengewölbe), sonst Rechteckfenster mit Sohlbänken, alte Fenster und vergrößerte neue Fenster, ein Giebel komplett verputzt, anderer Giebel im Erdgeschoss verputzt, Giebeldreieck roter Ziegelstein mit gelber Klinkergliederung, Segmentbogenfenster mit gelben Klinkerbogen, Rundfenster im Giebel. | 09285929 |
|                                         | Wegestein | Eilenburger Straße (Karte)                | 19. Jahrhundert                                                                                       | Verkehrsgeschichtlich und ortsgeschichtlich von Bedeutung. Sandstein-Stele mit pyramidalem Abschluss, Inschriften „Jagdhaus 4,5 St.“ und Richtungspfeil, „Pressel (?) 2 St.“, „Wöllnau 2 St.“ (schlecht leserlich). | 09285939 |
| Direkt Bild zu diesem Denkmal hochladen | Saalanbau des Gasthofes „Zur Quelle“                                                                          | Eilenburger Straße 11 (Karte)             | Mitte 19. Jahrhundert                                                                                 | Von straßenbildprägender und ortshistorischer Bedeutung. Rechte Haushälfte, eingeschossig, massiv, verputzt, Mittelrisalit mit Gurtgesims, insgesamt breites Traufgesims (Putz), Satteldach, einseitig abgewalmt, Rechteckfenster, Sohlbänke Sandstein, Türgewände Holz, originale Eingangstür mit Oberlicht, (Buntglasfenster), Treppenaufgang, innen großer Saal mit rechteckiger Bühne, originale Türen. | 09286282 |
| Direkt Bild zu diesem Denkmal hochladen | Friedhofsmauer mit Eingangsportal                                                                             | Eilenburger Straße 28 (gegenüber) (Karte) | Bezeichnet mit 1897 (Friedhofsportal)                                                                 | Straßenbildprägende Einfriedung. Sandsteinquader-Sockel, darüber gelbe Klinkermauer, quadratische Einfriedungspfeiler mit Giebelaufsatz, zwei mächtige Torpfeiler aus Sandsteinquadern und kreuzförmigem Grundriss, nach oben stark profilierte, weit vorkragende Abdeckplatte aus Sandstein, schwarzes Eisentor mit Ziergitter bezeichnet mit „AG 1897“. | 09285938 |
| Weitere Bilder                          | Wegestein | Jagdhaus (Karte)                          | 19. Jahrhundert                                                                                       | Verkehrsgeschichtlich und ortsgeschichtlich von Bedeutung | 09305274 |
|                                         | Ehemaliges Königliches Jagdhaus mit rückwärtigem Backhaus                                                     | Jagdhaus 1 (Karte)                        | 1731 (Dendro)                                                                                         | Markanter Bau mit hohem Walmdach und verbrettertem Fachwerkobergeschoss, seit dem frühen 19. Jahrhundert Forsthaus, baugeschichtlich und landesgeschichtlich von Bedeutung. Zweigeschossig, Erdgeschoss Ziegelstein, Rechteckfenster, Fensterläden, Biberschwanzdeckung, rückwärtig Backhaus. | 09285942 |
|                                         | Kirche mit Ausstattung, Kirchhof und Denkmal für die Gefallenen des Ersten Weltkrieges                        | Lindenstraße (Karte)                      | 17. Jahrhundert (Kirche); bezeichnet mit 1609 (Taufbecken); 1918 (Glocke); nach 1918 (Kriegerdenkmal) | Saalkirche mit polygonalem Chorschluss und eingezogenem quadratischem Westturm, baugeschichtlich und ortsgeschichtlich von Bedeutung. Langgestreckte rechteckige Saalkirche, einschiffig, massiv,verputzt, Chor mit 3/8-Schluss, Korbbogenfenster, profilierte Traufe, eingezogener Westturm auf quadratischem Grundriss, im Obergeschoss oktogonal, darüber oktogonale Haube (Biberschwanzdeckung), Zinkblechlaterne und Kreuzaufsatz, innen flach gedeckt, ehemalige Patronatsloge auf der Nordseite 1954/55 entfernt, dreiseitige Empore, im Süden Patronatsloge (17. Jahrhundert), bemalte Brüstungsfelder (Ende 18. Jahrhundert), Kanzelaltar gerahmt von Pilastern mit Kämpferaufsatz (um 1827), Holztaufe (17. Jahrhundert) mit Renaissancemotiven, dekorativer Orgelprospekt, Ausstattung (einschließlich der Vasa Sacra). | 09286280 |
| Direkt Bild zu diesem Denkmal hochladen | Wohnhaus, nördliche Scheune und östliches Seitengebäude eines Dreiseithofes sowie Einfriedung mit Toreinfahrt | Lindenstraße 18 (Karte)                   | 19. Jahrhundert                                                                                       | Straßenbildprägendes Gehöft von sozialgeschichtlicher und wirtschaftsgeschichtlicher Bedeutung. - Wohnhaus: eingeschossig, massiv, verputzt, Rechteckfenster, Satteldach, Biberschwanzdeckung (gelbe Kronendeckung), originale Eingangstür, alte Fenster, rückseitig abgeschleppter Anbau mit Pultdach - Kleines Seitengebäude: zweigeschossig, Ziegelstein, unverputzt, Pultdach (Pappe) - Scheune: eingeschossig, massiv, Ziegelstein, zum Teil verputzt, Holztor, Satteldach, zum Teil Biberschwanzdeckung - Einfriedung: Ziegelstein-Zaunpfeiler, Holzzaun, drei quadratische Ziegelstein-Torpfeiler, mit halbrundem Kunststein-Aufsatz, Holztor und Leutepforte | 09286279 |
| Direkt Bild zu diesem Denkmal hochladen | Herrenhaus mit Verbinderbau und angebautem Westflügel sowie Parkanlage des ehemaligen Rittergutes             | Ringstraße 5 (Karte)                      | Um 1800 (Herrenhaus); 2. Hälfte 19. Jahrhundert (Westflügel)                                          | Herrenhaus zweigeschossiger Putzbau mit Mansardwalmdach, jüngerer Verbinderbau mit Fachwerk im Obergeschoss, Wohnhaus schlichter Putzbau mit Satteldach, baugeschichtlich und ortsgeschichtlich von Bedeutung. - Gutshaus: zweigeschossiger kastenförmiger Putzbau, Sockel Sandsteinquader, Mansarddach mit Gaupen, Biberschwanzdeckung, profilierte Traufe (massiv), giebelseitig Dreiecksgiebel von 1848, Lisenengliederung, mittig Sandstein-Eingangsportal mit gerader Verdachung, darüber Drillingsfenster und halbrundes Fenster, rundbogig überfangen, den Eingang flankierten ursprünglich zwei eingeschossige übergiebelte Anbauten (abgetragen), innen zweiläufige Treppe mit Stabbalustrade und kannelierten Wandpfosten, Rechteckfenster mit Sohlbänken und Sandsteingewände (ehemals war Gutshaus Sitz der Gemeinde Roitzsch), niedriger Verbindungsbau mit Fachwerk-Obergeschoss, (Andreaskreuze, Rechteckfenster und Winterfenster), westlicher Flügel Putzbau mit Satteldach - Gutspark: mit altem Baumbestand (Roteichen, Spitzahorn, Winterlinden, Rosskastanien), Wassergraben und Teich (nierenförmig)                                           | 09286281 |
| Direkt Bild zu diesem Denkmal hochladen | Forsthaus, Scheune und Seitengebäude eines Forsthofes                                                         | Torgauer Straße 25 (Karte)                | 1904–1909                                                                                             | Gehörte zur Revierförsterei Roitzsch, baugeschichtlich einheitlicher Hof von ortsgeschichtlicher Bedeutung. - Wohnhaus: eingeschossig, roter Klinkerbau, Satteldach, gelbe Biberschwanzdeckung (Kronendeckung), Pfettendach mit profilierten Pfettenköpfen und Sparrenköpfen, Fledermausgaupen, Segmentbogenfenster mit Fensterläden, Sohlbänke, traufseitig sechs Fenster, innen originale Türen, Kellersockel Bruchstein, Segmentbogen-Kellerfenster, hofseitig originale Eingangstür mit Oberlicht (aufgearbeitet) - Scheune: eingeschossiger, roter Klinkerbau, große rechteckige Holztore (giebelseitig), Satteldach, Rundfenster, gelbe Biberschwanzdeckung (Kronendeckung), rückseitig Segmentbogen-Holztor (Durchfahrtsscheune) - Pferdestall: eingeschossig, zwei Segmentbogen-Eingänge, Holztore, rotes Klinkermauerwerk, Segmentbogenfenster, Eisensprossen, flache Decke, Drempel verbrettert, Satteldach, gelbe Biberschwanzdeckung, Zwerchgiebel mit Ladeluke traufseitig, schmale, schießschartenähnliche Fensteröffnungen, giebelseitig Holzanbau mit Schleppdach                                                                                    | 09285931 |

## Tabellenlegende
- Bild: Bild des Kulturdenkmals, ggf. zusätzlich mit einem Link zu weiteren Fotos des Kulturdenkmals im Medienarchiv Wikimedia Commons. Wenn man auf das Kamerasymbol klickt, können Fotos zu Kulturdenkmalen aus dieser Liste hochgeladen werden:
- Bezeichnung: Denkmalgeschützte Objekte und ggf. Bauwerksname des Kulturdenkmals
- Lage: Straßenname und Hausnummer oder Flurstücknummer des Kulturdenkmals. Die Grundsortierung der Liste erfolgt nach dieser Adresse. Der Link (Karte) führt zu verschiedenen Kartendiensten mit der Position des Kulturdenkmals. Fehlt dieser Link, wurden die Koordinaten noch nicht eingetragen. Sind diese bekannt, können sie über ein Tool mit einer Kartenansicht einfach nachgetragen werden. In dieser Kartenansicht sind Kulturdenkmale ohne Koordinaten mit einem roten bzw. orangen Marker dargestellt und können durch Verschieben auf die richtige Position in der Karte mit Koordinaten versehen werden. Kulturdenkmale ohne Bild sind an einem blauen bzw. roten Marker erkennbar.
- Datierung: Baubeginn, Fertigstellung, Datum der Erstnennung oder grobe zeitliche Einordnung entsprechend des Eintrags in der sächsischen Denkmaldatenbank
- Beschreibung: Kurzcharakteristik des Kulturdenkmals entsprechend des Eintrags in der sächsischen Denkmaldatenbank, ggf. ergänzt durch die dort nur selten veröffentlichten Erfassungstexte oder zusätzliche Informationen
- ID: Vom Landesamt für Denkmalpflege Sachsen vergebene, das Kulturdenkmal eindeutig identifizierende Objekt-Nummer. Der Link führt zum PDF-Denkmaldokument des Landesamtes für Denkmalpflege Sachsen. Bei ehemaligen Kulturdenkmalen können die Objektnummern unbekannt sein und deshalb fehlen bzw. die Links von aus der Datenbank entfernten Objektnummern ins Leere führen. Ein ggf. vorhandenes Icon  führt zu den Angaben des Kulturdenkmals bei Wikidata.

## Ausführliche Denkmaltexte
1. ↑  Kirche und Kirchhof Trossin:
  - Kirche (bezeichnet mit 1776, innen am Tragbalken der Glocke): Saalkirche, 3/8-Chor, Westturm auf quadratischem Grundriss, ein Glockengeschoss oktogonal, an allen Seiten rundes Ziffernblatt der Turmuhr, über das Traufgesims hinaus ragend, geschweifte Dachlaube (Schiefer), Laterne und konkav geschwungenes Zeltdach, Kreuz, Kirche massiv, verputzt, Satteldach, Biberschwanzdeckung, Rundfenster, an der Nordseite Logenanbau, innen dreiseitige Emporen (seitlich zweigeschossig, eingeschossige Orgelbrüstung aus hölzernen Balustern), Kirche flach gedeckt, Kanzel-Altar seitlich gedoppelte Pilaster, nordseitig Patronatsloge, gegenüber Buntglasfenster mit Abbildung des Gutsherren Küstner (Stifter der Fenster)
  - Ausstattung:
    - Orgel von Johann Gottlob Maurer aus Leipzig (um 1776)
    - hölzerner Taufstein mit Messing-Taufbecken (17. Jahrhundert) und getriebenen Buchstabenfriesen (1. Viertel 16. Jahrhundert)

  - Einfriedung: Bruchstein-Mauer, darüber Ziegelstein, quadratische Ziegelsteinpfeiler mit Sandstein-Abdeckung, Mauer mit gelber Klinkerabdeckung, vier Sandstein-Torpfeiler zum Teil mit Kreuzaufsatz, Eisentor
    - in der Kirche aufgestellte Grabsteine: 
      - unter der Patronatsloge drei aufgestellte barocke Grabsteine aus Sandstein
      - volutenförmig abgeschlossener Grabstein der „Maria Katarina, verehelicht gewesen auf der Furth-Mühle, geb. 1703, gestorben 1784“
      - Sandstein-Grabstein mit rundbogigem oberen Abschluss, Kronen- und Totenkopfrelief
      - gegenüber aufgestellter, fast identischer weiterer Grabstein eines Johann Gottlob ... (weitere Inschrift unleserlich)
      - barockes Sandstein-Grab mit Kartusche, seitlich Kelch und Buch-Relief und Krone, von 1780 (vermutlich), Grab eines Pastors von Trossin mit Strahlenaufsatz
      - vier barocke bzw. Rokoko-Grabsteine im Westteil des Kirchenschiffes auf rustizierten Sockeln: 
        - Sandstein-Grab von 1764 (vermutlich) mit seitlichen Figurenreliefs, Krone, Kruzifix und Engelsköpfen
        - Sandstein-Grab (Anfang 18. Jahrhundert) mit Karniesbogenabschluss, seitlich Engelrelief, Krone, Voluten
        - Sandstein-Grab der Anna Maria Naislerin (?) von 1732 (?) mit zwei Engelsköpfen, leicht rundbogiger Abschluss
        - Sandstein-Grab von Johann Gottfried ... von 1763, zwei Rocaille-Kartuschen, Engelrelief

      - fünf weitere, im westlichen Vorraum der Kirche aufgestellte Grabsteine:
        - großer Sandstein-Grabstein aus zwei Kartuschen mit Volutenaufsatz sowie Symbole eines Baumeisters (Zirkel, Winkel), seitlich Engelsköpfe, Ende 18. Jahrhundert (vermutlich 1779)
        - Sandstein-Grabstein 18. Jahrhundert mit Engelrelief mit Krone
        - ähnlich gestalteter weiterer Grabstein aus Sandstein mit flachbogigem Abschluss und seitlichen Voluten
        - Sandstein-Grabstein (liegend) einer Zwillingstochter Brigitta, Rückseite ebenfalls beschriftet, seitlich Voluten, Karniesbogenabschluss mit Engelskopfrelief
        - Sandstein-Grabstein eines Pfarrers mit Kelchrelief und Kruzifix, Krone und Engelsköpfen, seitlich Voluten

    - auf dem Friedhof
      - Erbbegräbnis der Familie Küstner (Rittergutsbesitzer von Trossin): Sandstein- und Granit-Quaderblöcke (18.–20. Jahrhundert)
      - Grabstein eines im Ersten Weltkrieg Gefallenen
      - Kriegerdenkmal für die Gefallenen des Ersten und Zweiten Weltkrieges: Sandstein-Wand, Ecklisenen, Dreiecksgiebel, erneuerte Inschrift „Den Toten zum Gedenken. Den Lebenden zur Mahnung. Zum Gedenken an die Opfer des 1. und 2. Weltkrieges“, Eisernes-Kreuz-Relief
      - säulenförmiger Sandstein-Grabstein (klassizistisch) mit Akanthusblattrelief, klassizistisches Grabmal einer Erdmuthe Schenk (Anfang 19. Jahrhundert)
2. ↑  Rittergut und Gutspark Trossin: Das Rittergut gliedert sich in:
  1. großer Wirtschaftshof: begrenzt durch das Herrenhaus im Norden, den ehemaligen Pferdestall im Süden, das ehemalige Inspektorenhaus im Osten und ein weiteres Wirtschaftsgebäude im Westen, im Hof Taubenhaus, Zufahrtstor mit zweiflügligem Holztor und Pforte mit einflügligem Holztor im Osten, ebensolches Tor ohne Torflügel im Westen gegenüberliegend
  2. kleiner Wirtschaftshof: im Osten an den großen Wirtschaftshof angrenzend, im Norden verputzte Ziegelmauer mit Torhäuschen, im Süden durch ehemaligen Rinderstall und im Osten durch Wirtschaftsgebäude (kein Sachgesamtheitsteil) begrenzt
  3. Gutspark nördlich und westlich des Wirtschaftshofes sowie plateauartige Fläche des ehemaligen Petersberges südlich des Wirtschaftshofes
  4. Teich im Nordwesten des Areals
  5. Obstwiese im Süden des Rittergutes
  6. Alleen entlang der angrenzenden Straßen im Norden, Westen und Osten

  - Westliches Wirtschaftsgebäude mit Schornstein: Putzbau mit Satteldach, Schornstein in Klinker
  - Östliches Wirtschaftsgebäude (nur Kopfbau, ohne südlichen Anbau): vermutlich ehemaliges Inspektorenhaus, Putzbau mit Krüppelwalmdach
  - Südöstliches Wirtschaftsgebäude: ehemaliges Stallgebäude, lang gestreckter Putzbau mit zur Hofseite abgeschlepptem Satteldach
  - Pumpenhaus: nordwestlich des Herrenhauses gelegen, kleiner eingeschossiger Putzbau mit Zeltdach, stattliche Rot-Buche (Fagus sylvatica) direkt am Pumpenhäuschen
  - Gutspark: wohl im 18. Jahrhundert angelegter regelmäßiger Garten (vgl. Meilenblätter, Berliner Exemplar, Blatt 25, 1810), in der zweiten Hälfte des 19. Jahrhunderts Umgestaltung des südwestlich des Wirtschaftshofes befindlichen Bereichs in einen Landschaftspark (vgl. Messtischblatt, Blatt 2464, 1874), barocker Garten in Grundlinien noch erkennbar: Bodenrelief terrassiert, tiefer gelegene Bereiche nördlich des Herrenhauses und der westlich des Wirtschaftshofes gelegenen Fläche der ehemaligen Gärtnerei, plateauartige Fläche des ehemaligen Petersberges südlich des Wirtschaftshofes, Teich im Nordwesten der Anlage, Einfriedungsmauer im Norden und Osten mit zwei Zufahrtstoren an der Straße Unter den Linden (nördliches mit zweiflügligem Ziergittertor), an der Nordgrenze der Anlage an der Dommitzscher Straße Stützmauer und Einfriedungszaun, unterhalb der Mauer Baumreihe aus Winter-Linden (Tilia cordata), Sandstein-Brüstungen mit Sandstein-Abdeckung als Abgrenzung zum Garten östlich des Herrenhauses, vom Mittelrisalit des Gutshauses in den nördlichen Garten führende, halbrunde Sandstein-Treppe mit Sandstein-Pfeilern, Alleen aus Winter-Linden (Tilia cordata) entlang der angrenzenden Straßen im Norden, Westen und Osten, vom östlichen Zufahrtstor auf den Gutshof zuführende Platanen-Allee (Platanus x hispanica), Reste einer ehemals geschnittenen Hainbuchen-Hecke (Carpinus betulus) an der Nordgrenze des nördlich des Herrenhauses gelegenen Gartenbereichs, ehemals geschnittene Hainbuchen-Hecke (Carpinus betulus) als Nord- und West-Begrenzung der ehemaligen Gärtnerei, südlich gelegener ehemaliger Weinberg heute Obstgarten, kleiner landschaftlicher Park südwestlich des Wirtschaftshofes mit Altgehölzbestand aus u. a. Stiel-Eichen (Quercus robur), Rot-Buche (Fagus sylvatica), Berg-Ahorn (Acer pseudoplatanus), Spitz-Ahorn (Acer platanoides) und Linde (Tilia apec.), Wegesystem kaum noch ablesbar